# Tarasivka, Novhorodka
Tarasivka (în ucraineană Тарасівка) este localitatea de reședință a comunei Tarasivka din raionul Novhorodka, regiunea Kirovohrad, Ucraina.

## Demografie
Componența lingvistică a localității Tarasivka
     Ucraineană (98,61%)
     Rusă (1,39%)
Conform recensământului din 2001, majoritatea populației localității Tarasivka era vorbitoare de ucraineană (98,61%), existând în minoritate și vorbitori de rusă (1,39%).